# نظير (لغة)
النظير عند أهل العربية يطلق على المثال مجازا وحقيقة على أعم منه.
قال أهل العربية الفرق بين النظائر والوجوه أن الوجه هو اللفظ المشترك الذي يستعمل في عدة معان كلفظ الأمة والنظائر كالألفاظ المتواطئة. وقيل النظائر في اللفظ والوجوه في المعاني، وضعف أنه لو أريد هذا لكان الجميع في الألفاظ المشتركة وهم يذكرون في الكتب اللفظ الذي معناه واحد في مواضع كثيرة فيجعلون الوجوه نوعا لأقسام والنظائر نوعا آخر، وقد جعل بعضهم ذلك من أنواع المعجزات للقرآن حيث كانت الكلمة الواحدة تنصرف إلى عشرين وجها، وأكثر وأقل ولا يوجد ذلك في كلام البشر ولذلك تفضيل في القرآن.

## أنواع النظائر

### النظير اللفظي
النظير اللفظي هو مصطلح لغوي يشير للألفاظ المتشابهة صوتا أو كتابة، مع أخرى في لغات مختلف، وقد لا تحمل نفس الدرجة من التشابه من حيث المعنى.

### النظير المتماثل
يُقصد بالنظير المتماثل الألفاظ المتشابهة تمامًا مع أخرى، صوتا أو كتابة بين لغتين، وتتفق هذه النظائر في المعنى أيضا.

### النظير الخاطئ
يُقصد بالنظير الخاطئ الألفاظ المنتمية للغات مختلفة، ويكون لها نفس الصوت أو الكتابة، ويحمل كل منهما معنى مختلف.

### النظير الكلي
النظير الكلي هو النظير الذي يتشابه من حيث المعنى مع آخر في لغة أخرى، خاصة الصفات، دون الاهتمام بتتطابقهما كتابة.

### النظير الجزئي
النظير الجزئي هو النظير الذي يتشابه جزئيًا من حيث المعنى مع آخر في لغة أخرى، حيث تحمل إحداهما أحد معاني الكلمة الأخرى. وفي هذه الحالة يلزم القارئ الإلمام بهذه الجزئية لمعرفة المعنى المحدد في السياق.

### النظائر أحادية الوظيفة اللغوية
النظائر أحادية الوظيفة اللغوية هي النظائر اللفظية التي يكون لها وظيفة لغوية واحدة، قد تكون اسما أو فعلا أو صفة.

### النظائر ثنائية الوظيفة اللغوية
النظائر ثنائية الوظيفة اللغوية هي النظائر اللفظية التي يكون لإحداها وظيفتين لغويتين واحدة، قد تكون اسمًا أو فعلًا.

### النظائر المتعددة الوظيفة اللغوية
النظائر المتعددة الوظيفة اللغوية هي النظائر اللفظية التي يكون لإحداها أكثر من وظيفة لغوية، قد تكون اسمًا أو فعلًا أو صفة، أو ظرف.